# Крістіан Бехарано
Крістіан Бехарано Бенітес (ісп. Cristián Bejarano Benítez; нар. 25 липня 1981, Чіуауа) — мексиканський професійний боксер, призер Олімпійських та Панамериканських ігор.

## Аматорська кар'єра
1999 року Бехарано виборов бронзову нагороду на Панамериканських іграх у Вінніпегу, поступившись у півфіналі місцевому боксеру Дену Лафрембойсу — 1-6.

### Виступ на Олімпіаді 2000
- У першому раунді переміг Джильберта Кунване (Ботсвана) — 17-5
- У другому раунді переміг Георге Лунгу (Румунія) — 14-11
- У чвертьфіналі переміг Алмазбека Раїмкулова (Киргизстан) — 14-12
- У півфіналі програв Андрію Котельнику (Україна) — 14-22

## Професіональна кар'єра
Після Олімпіади 2000 Бехарано розпочав професіональну кар'єру. За 2001 — 2007 роки провів 15 боїв, у всіх здобув перемогу.
В бою 29 вересня 2007 року виграв вакантний титул чемпіона США за версією WBC у першій напівсередній вазі, після чого припинив виступи.